# Abraliopsis atlantica
Abraliopsis atlantica är en bläckfiskart som beskrevs av Nesis 1982. Abraliopsis atlantica ingår i släktet Abraliopsis och familjen Enoploteuthidae. Inga underarter finns listade i Catalogue of Life.